# San Felipe, San José Chiltepec
San Felipe är en ort i Mexiko.   Den ligger i kommunen San José Chiltepec och delstaten Oaxaca, i den sydöstra delen av landet, 400 km sydost om huvudstaden Mexico City. San Felipe ligger 41 meter över havet och antalet invånare är 176.
Terrängen runt San Felipe är kuperad söderut, men norrut är den platt. Runt San Felipe är det ganska glesbefolkat, med 40 invånare per kvadratkilometer. Närmaste större samhälle är Tuxtepec, 15,0 km norr om San Felipe. Omgivningarna runt San Felipe är en mosaik av jordbruksmark och naturlig växtlighet.